# David Aylott
David Aylott (Londra, 7 febbraio 1885 – Hertfordshire, 31 ottobre 1969) è stato un regista, attore e sceneggiatore inglese.

## Biografia
Nato a Londra nel 1885, David Aylott iniziò a lavorare per il cinema già nel 1906. 
Cineasta estremamente prolifico, diresse nella sua carriera 345 pellicole. Nel 1921 abbandonò per un certo periodo il cinema ritornandovi nel 1929.
Morì il 31 ottobre 1969 nell'Hertfordshire.

## Filmografia

### Regista
- Mad Dog (1906)
- The Pirates of Regent Canal (1906)
- The Bobby and the Bob (1906)
- The Little Conjurer (1906)
- Madam's Tantrums (1906)
- The Sunday School Treat (1906)
- Three Halfpenny Worth of Leeks (1906)

- The Giddy Goats (1907)
- Sunday's Dinner (1907)
- Under the Mistletoe (1907)

- My Son the Curate (1908)
- Tricky Convict; or, The Magic Cap (1908)
- Jessica's First Prayer (1908)
- Wanted: A Nice Young Man (1908)
- Only a Dart (1908)
- The Invisible Button (1908)
- For His Child's Sake (1908)
- The Pirate Ship (1908)
- Billie's Bugle (1908)
- Dick the Kisser (1908)
- Paddy's Way of Doing It (1908)
- A Dash for Liberty (1908)
- Put Me Among the Girls (1908)
- The Dog's Devotion (1908)
- The Skirl of the Pibroch (1908)
- The Office Boy's Dream (1908)
- Diver-sions (1909)
- Muggins, V.C. (1909)
- Hypnotic Suggestion (1909)
- The Young Redskins (1909)
- The Wanderer's Return; or, Many Years After (1909)
- And Then He Woke Up (1909)
- Scratch as Scratch Can (1909)
- Unwelcome Chaperone (1909)
- Sorry, Can't Stop (1909)
- Gingerbread (1909)
- Two Naughty Boys (1909)
- For Her Sake (1909)
- A Dash for Help (1909)
- Scouts to the Rescue (1909)
- Squaring the Account (1909)
- What the Angler Caught (1909)
- The Boy and the Convict (1909)
- Was It a Serpent's Bite? (1909)
- Copping the Coppers (1909)

- A Thrilling Story (1910)
- The Devoted Ape (1910)
- At the Mercy of the Tide (1910)
- The Gamekeeper's Daughter (1910)
- As Prescribed by a Doctor (1910)
- Erratic Power (1910)
- Prison Reform (1910)
- A Rare Specimen (1910)
- Bunker's Patent Bellows (1910)
- A Modern George Washington (1910)
- The Marriage of Muggins VC and a Further Exploit (1910)
- Mistaken Identity (1910)
- A Bolt from the Blue (1910)
- Mr. Tubby's Triumph (1910)
- The Hindoo's Treachery (1910)
- How Scroggins Found the Comet (1910)
- From Gipsy Hands (1910)
- A Race for a Bride (1910)
- The Last of the Dandy (1910)
- Vice Versa (1910)
- 'Twixt Red Man and White (1910)
- What Happened to Brown (1910)

- Comrades; or, Two Lads and a Lass (1911)
- Men Were Deceivers Ever (1911)
- The Typist's Revenge (1911)
- Lieutenant Daring R.N. and the Secret Service Agents (1911)
- Auntie's Parrot (1911)
- The Limit Fire Brigade (1911)
- Good News for Jones (1911)
- A Soldier's Sweetheart (1911)
- Spy Fever (1911)
- The Adventures of Lieutenant Daring R.N.: In a South American Port (1911)
- That Terrible Pest (1911)
- Scroggins and the Fly Pest (1911)
- Run to Earth by Boy Scouts (1911)
- Charley Smiler Is Robbed (1911)
- Scroggins and the Waltz Dream (1911)
- Charley Smiler Takes Up Ju-Jitsu (1911)
- Charley Smiler Takes Brain Food (1911)
- Charley Smiler Competes in a Cycle Race (1911)
- Charley Smiler Joins the Boy Scouts (1911)
- Scroggins Gets the Socialist Craze (1911)
- She Would Talk (1911)
- Spring Cleaning in the House of Scroggins (1911)
- Scroggins Takes the Census (1911)
- Bertie's Bid for Bliss (1911)
- The King's Pardon (1911)
- The Pirates of 1920 (1911)
- Billy's Bible (1911)
- Well Done Scouts! (1911)
- The Poison Label (1911)

- Paul Sleuth: The Mystery of the Astorian Crown Prince (1912)
- Private Hector, Gentleman (1912)
- When It Comes Off (1912)
- Much Ado About!! (1912)
- Caught (1912)
- Captain Cuff's Neighbours (1912)
- When Father Fetched the Doctor (1912)
- What's the Joke (1912)
- A Shocking Complaint (1912) o A Shock-ing Complaint
- Henpeck's Double (1912)
- Captain Dandy, Bushranger (1912)
- Bagged (1912)
- The Spy Mania (1912)
- Charlie Smiler Asks Papa (1912)
- A Son of Mars (1912)
- The Wooing of Widow Wilkins (1912)
- The Miner's Mascot (1912)
- Charley Smiler Catches a Tartar (1912)
- How Smiler Raised the Wind (1912)
- Muggins VC: The Defence of Khuma Hospital, India (1912)
- Charlie Smiler at the Picnic (1912)
- Charlie Smiler's Love Affair (1912)
- Billy Bungler the Silent Burglar (1912)
- Uncle's Present (1912)
- Honour Among Thieves (1912)
- Sandy's New Kilt (1912)
- The Mystic Ring (1912)
- Broken Faith (1912)
- Lieutenant Daring Avenges an Insult to the Union Jack (1912)
- Woman's Privilege in Leap Year (1912)
- Lieutenant Daring and the Ship's Mascot (1912)

- Willie's Dream of Mick Squinter (1913)
- Professor Hoskin's Patent Hustler (1913)
- Wily William's Washing (1913)
- The Gentleman Ranker (1913)
- Landladies Beware (1913)
- Uncle's Present (1913)
- Two Brown Bags (1913)
- For East Is East (1913)
- The Misadventures of Mike Murphy (1913)
- A Shocking Job (1913)
- The Warty Wooing (1913)
- Furnishing Extraordinary (1913)
- P.C. Platt's Promotion (1913)
- Billy's Boxing Gloves (1913)
- Poor Pa Pays (1913)
- The Mystic Mat (1913)
- The Murder of Squire Jeffrey (1913)
- Billiken Revolts (1913)
- The Fairy Bottle (1913)
- Belinda's Elopement (1913)
- Adhesion (1913)
- Sold, a 'Bear' Fact (1913)
- The Mystic Moonstone (1913)
- Paul Sleuth Crime Investigator: The Burglary Syndicate (1913)
- Tootles Buys a Gun (1913)

- Mike Murphy V.C. (1914)
- The Fighting Strain of Old England (1914)
- Sha(w)ly Not? (1914)
- A Joke in Jerks (1914)
- Biff! Bang!! Wallop!!! (1914)
- Some Fish! (1914)
- Held by a Child (1914)
- Thumbs Up! (1914)
- The Mat That Mattered (1914)
- Love, Poetry and Paint (1914)
- I Should Say So! (1914)
- Father's Fighting Fever (1914)
- Dreamy Jimmy Dreams Again (1914)
- Mike Murphy's Dream of the Wild West (1914)
- War's Grim Reality (1914)
- The Scout's Motto (1914)
- England's Call (1914)
- A Box of Real Turkish (1914)
- Mike Murphy, Mountaineer (1914)
- The Tricky Stick (1914)
- Mike Wins the Championship (1914)
- Not Likely! (1914)
- Shocking Bad Form (1914)
- The Strength That Failed (1914)
- A Merry Night (1914)
- The Ring That Wasn't (1914)
- Mike Murphy, Broker's Man (1914)
- Telling the Tale (1914)
- The Daughter of Garcia, Brigand (1914)
- Mike Joins the Force (1914)
- Through the Ages (1914)
- Lieutenant Geranium and the Stealed Orders (1914)
- Jollyboy's Dream (1914)
- The New Boy (1914)
- An Eggs-traordinary Complaint (1914)
- The Sorrows of Selina (1914)
- Panic! (1914)
- Mike Murphy's Dream of Love and Riches (1914)
- The Gloves of Ptames (1914)
- To Save the King (1914)
- Mike Murphy as a Picture Actor (1914)

- Mike's Gold Mine (1915)
- Mike Alone in the Jungle (1915)
- Yvonne (1915)
- Selina-Ella (1915)
- His Phantom Burglar (1915)
- The Jade Heart (1915)
- The Crimson Triangle (1915)
- The Second Lieutenant (1915)
- Coppers and Cutups (1915)
- The Charm That Charmed (1915)
- Slips and Slops (1915)
- Her Fatal Hand (1915)
- Podgy Porkins' Plot (1915)
- When Clubs Were Clubs (1915)
- Surely You'll Insure (1915)
- Conscription (1915)
- Awkward Anarchist (1915)
- Mike and the Zeppelin Raid (1915)
- A Kweer Kuss (1915)
- Vengeance of the Air (1915)
- A Chip Off the Old Block (1915)
- The Kaiser's Present (1915)
- Jewels and Jimjams (1915)
- Mike Murphy's Marathon (1915)
- Maloola from Paloona (1915)
- Selina of the Weeklies (1915)
- Discord in Three Flats (1915)
- Diamond Cut Diamond (1915)
- The Club of Pharos (1915)
- Fighting Selina (1915)
- The Cakes of Khandipore (1915)

- A Shattered Idyll (1916)
- Two Lancashire Lasses in London (1916)
- Mike and the Miser (1916)
- Hitchy-Coo (1916)
- Bobbikins and the Bathing Belles (1916)
- Bob Downe's Schooldays (1916)
- The Gay Deceivers (1916)
- The Price He Paid (1916)
- A Soldier and a Man (1916)
- Oh Auntie! (1916)
- Mike Backs the Winner (1916)

- When the Heart Is Young (1917)
- The Walrus Gang (1917)
- His Uncle's Heir (1917)
- It's Never Too Late to Mend (1917)
- The Man Who Made Good (1917)

- Gamblers All (1919)

- The River of Light (1921)
- Parkstone Comedies (1921)

- More Please (1929) co-regia di E.F. Symmons
- An Old Time Music Hall (1929) co-regia di E.F. Symmons
- Popular Pieces (1929) co-regia di E.F. Symmons
- Electrocord Films (1929) co-regia di E.F. Symmons
- Yule (1929) co-regia di E.F. Symmons
- My Bonnie Hieland Maggie (1929) co-regia di E.F. Symmons
- My Austin Seven (1929) co-regia di E.F. Symmons
- Oh You Have No Idea (1929) co-regia di E.F. Symmons
- One Kiss (1929) co-regia di E.F. Symmons
- Oh What a Happy Land (1929) co-regia di E.F. Symmons
- Scented Soap (1929) co-regia di E.F. Symmons
- The Gay Caballero (1929) co-regia di E.F. Symmons
- He Loves and She Loves (1929) co-regia di E.F. Symmons
- Somewhere a Voice Is Calling (1929) co-regia di E.F. Symmons
- Hotpot (1929) co-regia di E.F. Symmons
- Hinton, Dinton and Mere (1929) co-regia di E.F. Symmons
- I'll Take You Home Again, Kathleen (1929) co-regia di E.F. Symmons
- I Lift Up My Finger and I Say Tweet Tweet (1929) co-regia di E.F. Symmons
- Sweethearts on Parade (1929) co-regia di E.F. Symmons
- It All Depends on You (1929) co-regia di E.F. Symmons
- That's What Put the Sweet in Home Sweet Home (1929) co-regia di E.F. Symmons
- You Went Away Too Far (1929) co-regia di E.F. Symmons
- Would a Manx Cat Wag Its Tail if it Had One? (1929) co-regia di E.F. Symmons
- Two Black Crows (1929) co-regia di E.F. Symmons
- My One and Only (1929) co-regia di E.F. Symmons
- Misery Farm (1929) co-regia di E.F. Symmons
- Mine All Mine (1929) co-regia di E.F. Symmons
- O sole mio (1929) co-regia di E.F. Symmons
- Nirvana (1929) co-regia di E.F. Symmons
- Nell (1929) co-regia di E.F. Symmons
- Because (1929) co-regia di E.F. Symmons
- The Egg Song (1929) co-regia di E.F. Symmons
- Popular Jocular Dr. Brown (1929) co-regia di E.F. Symmons
- Green Tie on the Little Yellow Dog (1929) co-regia di E.F. Symmons
- Getting a Motor (1929) co-regia di E.F. Symmons
- So This Is Spring (1929) co-regia di E.F. Symmons
- If I Didn't Miss You (1929) co-regia di E.F. Symmons
- I'm Eighty in the Morning (1929) co-regia di E.F. Symmons
- Is There Anything Wrong in That? (1929) co-regia di E.F. Symmons
- It Takes a Good Man to Do That (1929) co-regia di E.F. Symmons
- Kate in the Call Box (1929) co-regia di E.F. Symmons
- Joe Murgatroyd Says (1929) co-regia di E.F. Symmons
- When the Light Shines Brightly in the Lighthouse (1929) co-regia di E.F. Symmons
- Under the Bazumka Tree (1929) co-regia di E.F. Symmons
- Mighty Lak' a Rose (1929) co-regia di E.F. Symmons
- Me and the Man in the Moon (1929) co-regia di E.F. Symmons
- Mary's Mammy (1929) co-regia di E.F. Symmons
- In That Village Down That Valley Up the Hill (1929) co-regia di E.F. Symmons
- A Curtain Lecture (1929) co-regia di E.F. Symmons
- Cohen on the Telephone (1929) co-regia di E.F. Symmons
- Dada Dada (1929) co-regia di E.F. Symmons
- Cohen Forms a New Company (1929) co-regia di E.F. Symmons
- Chloe (1929) co-regia di E.F. Symmons
- Off to Philadelphia (1929) co-regia di E.F. Symmons
- At Santa Barbara (1929) co-regia di E.F. Symmons
- One Fine Day (1929) co-regia di E.F. Symmons
- One Alone (1929) co-regia di E.F. Symmons
- Don't Have Any More, Mrs. Moore (1929) co-regia di E.F. Symmons
- The Admiral's Yarn (1929) co-regia di E.F. Symmons
- Rainbow Round My Shoulder (1929) co-regia di E.F. Symmons
- Geranium (1929) co-regia di E.F. Symmons
- Ever Bravest Heart (1929) co-regia di E.F. Symmons
- She's a Great Great Girl (1929) co-regia di E.F. Symmons
- Happy Days and Lonely Nights (1929) co-regia di E.F. Symmons
- So Tired (1929) co-regia di E.F. Symmons
- In Cellar Cool (1929) co-regia di E.F. Symmons
- Tosti's Goodbye (1929) co-regia di E.F. Symmons
- Tamiami Trail (1929) co-regia di E.F. Symmons
- Take a Look at Me (1929) co-regia di E.F. Symmons
- Like the Big Pots Do (1929) co-regia di E.F. Symmons
- I've Always Wanted to Call You My Sweetheart (1929) co-regia di E.F. Symmons
- You Along O'Me (1929) co-regia di E.F. Symmons
- The Little White House (1929) co-regia di E.F. Symmons
- We're Living at the Cloisters (1929) co-regia di E.F. Symmons
- In the Wood Shed She Said She Would (1929) co-regia di E.F. Symmons
- My Ohio Home (1929) co-regia di E.F. Symmons
- My Blue Heaven (1929) co-regia di E.F. Symmons
- Carmena (1929) co-regia di E.F. Symmons
- Can't Help Loving Dat Man (1929) co-regia di E.F. Symmons
- Beloved (1929) co-regia di E.F. Symmons
- Bananas Are Coming Back Again (1929) co-regia di E.F. Symmons
- All by Yourself in the Moonlight (1929) co-regia di E.F. Symmons
- One Hundred Years from Now (1929) co-regia di E.F. Symmons
- Ole Man River (1929) co-regia di E.F. Symmons
- Does She Do-Do-Do (1929) co-regia di E.F. Symmons
- Pagliacci (1929) co-regia di E.F. Symmons
- Ee by Gum (1929) co-regia di E.F. Symmons
- Rolling Along Having My Ups and Downs (1929) co-regia di E.F. Symmons
- Good Little Boy and the Bad Little Boy (1929) co-regia di E.F. Symmons
- Get Out and Get Under the Moon (1929) co-regia di E.F. Symmons
- I Can't Give You Anything But Love (1929) co-regia di E.F. Symmons
- Stay Out of the South (1929) co-regia di E.F. Symmons
- Sonny Boy (1929) co-regia di E.F. Symmons
- Toy Town Artillery (1929) co-regia di E.F. Symmons
- Toreador (1929) co-regia di E.F. Symmons
- That's My Weakness Now (1929) co-regia di E.F. Symmons
- Maisie Lou (1929) co-regia di E.F. Symmons
- Why Does the Hyena Laugh? (1929) co-regia di E.F. Symmons
- Was It a Dream? (1929) co-regia di E.F. Symmons
- The Dancing Lesson (1929) co-regia di E.F. Symmons
- Humoresque (1929) co-regia di E.F. Symmons

- The Safe (1930)

### Attore
- Scouts to the Rescue (1909, regia di David Aylott)
- For Her Sake (1909, regia di David Aylott)
- Saved by Carlo (1909, regia di David Aylott)
- Muggins, V.C. (1909, regia di David Aylott)
- Scroggins Puts Up for Blankshire (1910, regia di David Aylott)
- The Squire's Romance (1910, regia di David Aylott)
- A Rake's Romance (1910, regia di David Aylott)
- 'Twixt Red Man and White (1910, regia di David Aylott)
- Prison Reform (1910, regia di David Aylott)
- The Puritan Maid (1911, regia di H.O. Martinek)
- Broken Faith (1912, regia di David Aylott)
- Two Lancashire Lasses in London (1916, regia di David Aylott)
- The River of Light (1921, regia di David Aylott)

### Sceneggiatore
- Mad Dog (1906, regia di David Aylott)
- Up-to-Date Pickpockets (1910, regia di Fred Rains)
- England's Call (1914, regia di David Aylott)
- War's Grim Reality (1914, regia di David Aylott)
- The Fighting Strain of Old England (1914, regia di David Aylott)
- Two Lancashire Lasses in London (1916, regia di David Aylott)
- The Price He Paid (1916, regia di David Aylott)
- It's Never Too Late to Mend (1917, regia di David Aylott)
- Gamblers All (1919, regia di David Aylott)
- The River of Light (1921, regia di David Aylott)
- The Fifth Form at St. Dominic's (1921, regia di David Aylott)